# Le Perthus
Le Perthus (em catalão:  El Pertús) é uma comuna francesa na região administrativa da Occitânia, no departamento dos Pirenéus Orientais. Estende-se por uma área de 4.27 km², com 561 habitantes, segundo o censo de 2018, com uma densidade de 130 hab/km².